# Charles II de Nevers-Mantoue
Pour les autres membres de la famille, voir Maison Gonzague.
Charles de Gonzague, (IIe du nom comme duc - héritier - de Mantoue), duc de Rethel (Charles IV), de Mayenne et d'Aiguillon (Charles III), est un prince français de la Maison de Gonzague, de souche franco-italienne, né le 22 octobre 1609 en France et mort prédécédé le 14 août 1631 à Cavriana (Province de Mantoue, Italie).

## Biographie
Charles est le fils cadet de Charles de Gonzague (1580-1637), Ier du nom comme duc de Mantoue, alors duc de Nevers et de Rethel (Charles III), et prince d'Arches. Sa mère est Catherine de Lorraine, fille du célèbre Mayenne (le duc Charles de Mayenne, décédé en 1611, frère du Balafré) et sœur du duc de Mayenne qui lui succède, Henri de Mayenne.
Charles, duc de Rethel par courtoisie, est âgé de 12 ans lorsqu'il hérite, en 1621, des fiefs de son oncle Henri. Il devient ainsi duc de Mayenne et d'Aiguillon ainsi que marquis de Villars, comte du Maine, de Tende et de Sommerive.
Son frère aîné, François, héritier en puissance des fiefs de leur père, meurt en 1622 à l'âge de 16 ans. Charles devient donc, dès lors, l'héritier présomptif des duchés de Nevers et de Rethel et de la principauté d'Arches.
En 1627, son père Charles devient, à la suite de la guerre de Succession de Mantoue, duc de Mantoue et duc de Montferrat, et il en est également l'héritier.
Cette situation ne dure que quatre années car il meurt dans sa 22e année, le 14 août 1631, laissant les fiefs hérités d'Henri de Mayenne à son frère benjamin Ferdinand ainsi que la succession présomptive de leur père.
Son frère Ferdinand de Mayenne et d'Aiguillon ne lui survit qu'une seule année. C'est Charles, neveu de Ferdinand et fils de Charles II, qui assure la relève successorale jusqu'à sa mort en 1665, à l'exception du duché d'Aiguillon pris par Richelieu, 
Charles se marie, le 26 décembre 1627 à Mantoue, avec Marie de Mantoue (1609-1660), fille du duc François IV de Mantoue et de Marguerite de Savoie. Ce mariage a été décidé entre le duc de Mantoue régnant, Vincent II, frère benjamin de François IV, et le père de Charles. Vincent II, sans perspective de descendance, voulut sceller, par le mariage de sa nièce avec l'héritier de la branche cadette dite de Nevers de la famille de Gonzague, sa volonté de voir les Nevers prendre sa succession à la tête de Mantoue et Montferrat, contrairement aux souhaits de l'empereur Ferdinand II de Habsbourg qui préférait un Gonzague de Guastalla, Ferdinand II. Vincent mourut quelques heures après le mariage et son décès fut à l'origine de la guerre de succession de Mantoue (1628 - 1631)qui finit par consacrer les Nevers.
Charles II est mort le 14 août 1631 au château de Cavriana où il était en convalescence. Il est enterré dans le sanctuaire de la Bienheureuse-Vierge-des-Grâces de Curtatone, situé aux portes de Mantoue

## Descendance
Charles et Marie ont trois enfants :
- Marie[4] ;
- Charles (1629-1665) qui succède à son oncle Ferdinand comme duc de Mayenne et à son grand-père comme 9e duc de Mantoue, 7e duc de Montferrat, duc de Nevers et de Rethel et prince d'Arches ;
- Éléonore (1630-1686), qui épouse, en 1651, Ferdinand III de Habsbourg[5] (1608-1657), roi de Hongrie et de Bohême, empereur germanique.